# Addison McDowell

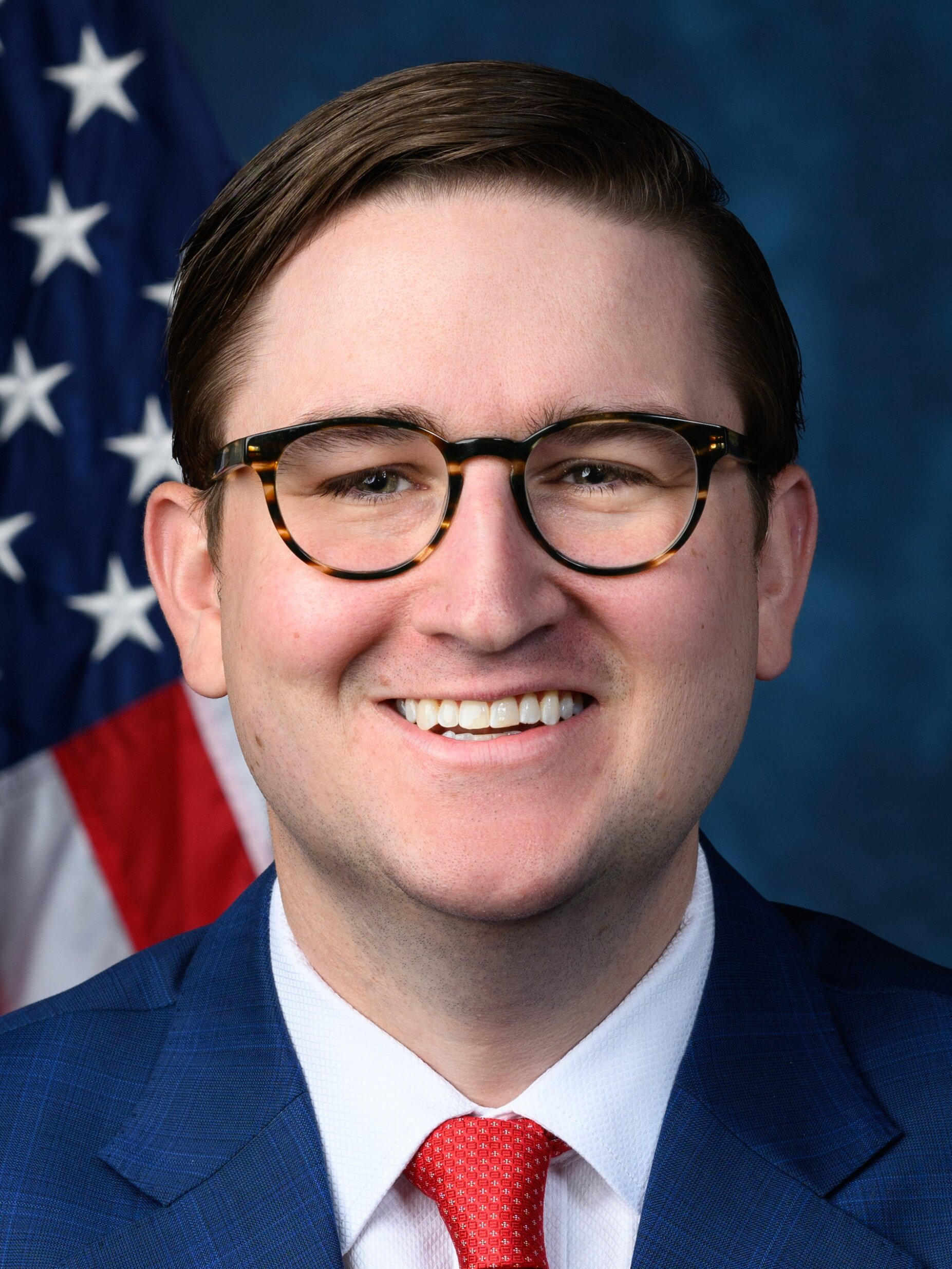
Addison McDowell (2025)

Addison Parker McDowell (* 21. Januar 1994 in Whiteville, North Carolina) ist ein US-amerikanischer Politiker der Republikaner. Er wurde 2024 im 6. Kongresswahlbezirk North Carolinas als Abgeordneter in das Repräsentantenhaus der Vereinigten Staaten gewählt.

## Leben
Addison McDowell wurde im Davidson County in North Carolina geboren und wuchs dann in dem County auch auf. Er studierte zunächst 2012/2013 an der Wingate University und wechselte dann an die University of North Carolina at Charlotte, wo er 2016 in Politikwissenschaft graduierte.
Er arbeitete 2016 in dem Wahlkampfteam von Richard Hudson und von 2017 bis 2019 für den Kongressabgeordneten Ted Budd. McDowell war als Lobbyist für North Carolinas Blue Cross Blue Shield tätig.
McDowell ist mit einer Therapeutin verheiratet und hat mit ihr ein Kind. Das Paar lebt in Bermuda Run.

## Politik
McDowell kandidierte erstmals in der Wahl zum Repräsentantenhaus 2024. Seine Kandidatur wurde von Donald Trump unterstützt, noch bevor der bis dahin weitgehend unbekannte McDowell sein Kandidatur offiziell bekanntgab. Trump griff zu seinem Gunsten nach der Vorwahl im März ein, als er McDowells Hauptkonkurrenten unmittelbar nach dem Verzicht auf eine Stichwahl eine Position in seinem Wahlkampfteam verschaffte. Addison McDowell hatte in der Vorwahl 26,1 % erreichen können, vor Mark Walker (24,1 %) und Christian Castelli (21,1 %). Für die Hauptwahl im November 2024 hatten die Demokraten keinen Kandidaten nominiert. Er konnte sich mit 69,2 % gegen den Kandidaten der paläokonservativen Constitution Party durchsetzen. Seine aktuelle Legislaturperiode im Repräsentantenhaus des 119. Kongress der Vereinigten Staaten dauert vom 3. Januar 2025 bis zum 3. Januar 2027.

### Positionen
Addison McDowell sieht die Opioidkrise als sehr persönlich an, da sein 20-jähriger Bruder 2016 an einer Fentanyl-Vergiftung starb. Der Tod sei durch gestrecktes Xanax verursachte worden, das wahrscheinlich in China her gestellt und dann über die Grenze zwischen den Vereinigten Staaten und Mexiko eingeschmuggelt wurde. Es sei deshalb wichtig die Grenzen zu schließen. Diese Fragen sei der Anlass gewesen zu kandidieren.
Er drückte aus, dass jedes geborene und ungeborene Leben ein Geschenk Gottes sei. Er sei zu hundert Prozent für das Leben und werde entsprechend abstimmen. Er wollte sich vor der Wahl nicht festlegen, ob er eine Gesetzesänderung unterstütze, die Schwangerschaftsabbrüche bundesweit unter Strafe stelle, werde aber in jedem Fall für das Leben stimmen.
Bezüglich der psychischen Gesundheit sieht er ein Bedürfnis zu handeln. Man müsse Menschen die notwendige Pflege zukommen lassen und hierfür kreativ werden. Dies könne etwa mit Telemedizin geschehen, oder indem Regulierungen für Therapeuten wie seiner Ehefrau für bundesstaatsübergreifende therapeutische Betätigung herabgesetzt würden. Vorbildlich seien die Investitionen seines Heimatstaates in die geistige Gesundheit.
Er lehnt Freihandelsabkommen ab, da diese seiner Meinung nach Arbeitsplätze in North Carolina gefährden würden, ist gegen Einschränkungen des Rechts Waffen zu tragen und forderte eine Pro-Inovationspolitik für Kryptowährungen.